# Camponotus genatus
Camponotus genatus é uma espécie de inseto do gênero Camponotus, pertencente à família Formicidae.